# Salix starkeana
Espèce
Salix  starkeana, le saule des pâturages, est une espèce de plantes à fleurs de la famille des Salicaceae. C'est un saule originaire d'Europe et d'Asie du Nord. Il est rarement exploité. Ses branches vont du rouge brun au violet, ses feuilles ressemblent aux feuilles d'olivier.

## Synonymie
- Salix livida  Wahlenb.[3] ;
- Salix depressa auct., non L.[4].

## Description

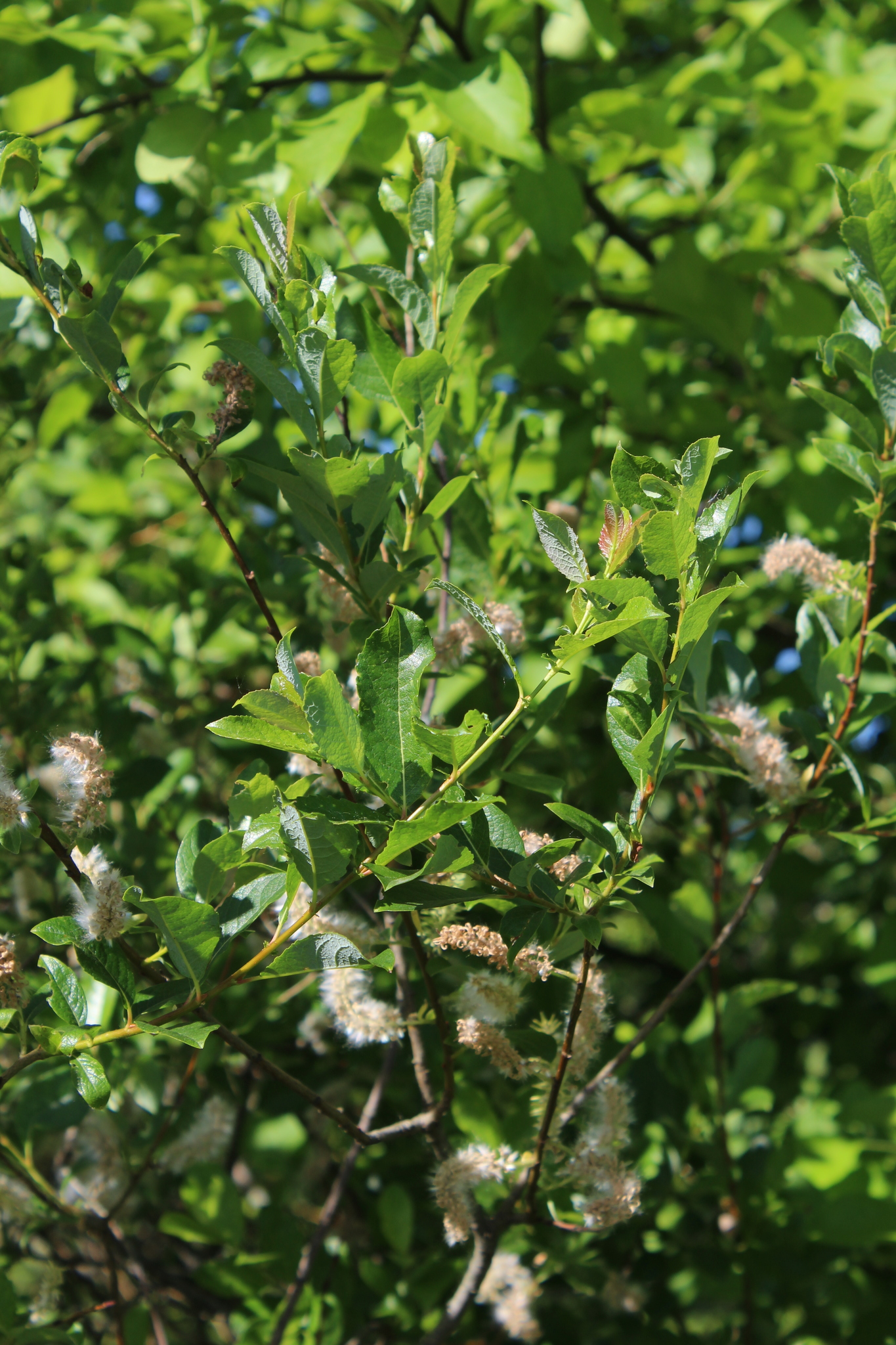
Feuillage.

Salix starkeana est un arbrisseau qui atteint jusqu'à un mètre de haut. Il peut être de prosterné à érigé, avec de minces rameaux, brun rougeâtre à pourpres. Les branches sont nues. Les jeunes pousses sont d'abord pelucheuses et deviennent glabres ensuite. les feuilles sont largement elliptiques à semi-cardioïdes. Le pétiole est d'environ 5 millimètres de long. Le limbe mesure de 5 à 7 cm de long, 1,5 à 2 cm de large, il est largement lancéolé, ovoïde ou obovale. Avec une base rétrécie et un bord glandulaire, la feuille est dentelée. La surface de la feuille est d'abord légèrement pubescente, plus tard, elle devient glabre, légèrement brillante, vert olive et possède un réseau de nervures marqué. Le dessous est nu, d'un vert bleu
,.
La fleur est portée par un chaton de 1 à 3 centimètres de long, elliptique attaché par un pédoncule d'un centimètre de long. Les bractées sont jaunâtres ou brunâtres, chauves ou velues. La fleur porte une glande de nectar. Les fleurs mâles ont deux étamines presque chauves. Les ovaires des fleurs femelles sont sur de longues tiges et recouvertes d'un manteau soyeux dense. Le style est dichotomique. Les fleurs apparaissent en mars-avril, en même temps que les feuilles,.
Chromosomie :  2n = 38 ou 44

### Répartition, habitat et exigences
L'aire de répartition naturelle s'étend de l'Europe du Nord (Finlande, Norvège, Suède) à l'Europe centrale (Allemagne, Pologne, République tchèque, Slovaquie), à la Roumanie et à l'extrême est de la Russie (Sibérie, Primorye). En Allemagne, l'espèce se rencontre en Bavière et dans le Bade-Wurtemberg, où les populations sont  en danger critique ou en voie de disparition. Ce saule pousse dans les tourbières et les zones humides marécageuses, au soleil ou à l'ombre. Il est associé à des températures minimales annuelles moyennes de -28,8 à -26,0 °C.